# Elizabethtown (New York)
Pour les articles homonymes, voir Elizabethtown.
Elizabethtown est une municipalité (town) américaine de l'État de New York, située dans le comté d'Essex, dont elle est le siège.

## Géographie
La municipalité s'étend sur 212,5 km2 dans le parc Adirondack, au centre-est du comté d'Essex. Elle comprend les localités d'Elizabethtown, Euba Mills et New Russia.
| Jay          | Lewis         |          |
| Keene        | Elizabethtown | Westport |
| North Hudson | Moriah        |          |

## Histoire
La municipalité est établie en 1798 par division de celle de Crown Point et s'étend alors à l'est jusqu'au lac Champlain. Elle porte le nom d'Elizabeth Gilliland, épouse de William Gilliland, un des premiers habitants.
En 1808, sa partie sud en est détachée pour former Moriah et l'ouest pour former Keene, puis en 1815 l'est pour former Westport.

## Politique et administration
La municipalité est administrée par un superviseur et un conseil de quatre membres élus pour deux ans.